# Tour de Feminin-O cenu Českého Švýcarska
El '
El Tour de Feminin-O cenu Českého Švýcarska (en español: Tour Femenino-Gran Premio Suiza Bohemia; también llamado: Tour de Feminin-Krásná Lípa y Bohemian Switzerland Grand Prix)  es una carrera ciclista femenina checa que se disputa en Krásná Lípa (región de Suiza bohemia) y sus alrededores, a mediados del mes de julio.
Se creó en 1988 como amateur, convirtiéndose en una de las primeras carreras de ciclismo femenino, con el nombre de Tour de Feminin-Krásná Lípa, siguiendo los pasos de otra carrera femenina checa que se creó un año antes, la Gracia-Orlová. A los pocos años comenzaron a participar corredoras profesionales de primer nivel de hecho en su palmarés destacan las ciclistas más importantes del momento.  En 2004 comenzó a ser completamente profesional en la categoría 2.9.2 (última categoría del profesionalismo) renombrándose esa categoría en 2005 por la 2.2 manteniendo la carrera dicho estatus. En 2009 cambió su nombre tradicional por el de Tour de Feminin-O cenu Českého Švýcarska aunque se la conoce indistintamente por cualquiera de ellos.
Siempre ha tenido 5 etapas y siempre comienza y finaliza en Krásná Lípa con otras etapas con final y comienzo en dicha localidad. Además, debido a la proximidad de la Suiza bohemia a la frontera polaca, en la mayoría de ediciones la etapa central (la 3.ª) se ha disputado en Polonia siendo esta una contrarreloj de entre 17,8 km y 21,5 km en Bogatynia
  (Voivodato de Baja Silesia), aunque en la edición del 2015 esta crono central se disputó en la propia Krásná Lípa (14,7 km).

## Palmarés
| Año                                           | Ganador                 | Segundo                 | Tercero              |           |
| --------------------------------------------- | ----------------------- | ----------------------- | -------------------- | --------- |
| Tour de Feminin-Krásná Lípa ediciones amateur |                         |                         |                      |           |
| 1988                                          | Radka Kynelova          | Eva Orvošová            | Iveta Sitárová       |           |
| 1989                                          | Radka Kynelova          | Eva Orvošová            | Ildiko Paczova       |           |
| 1990                                          | Eva Orvošová            | Radka Kynelova          | Iveta Sitárová       |           |
| 1991                                          | Ildiko Paczova          | Julie Pekárková         | Jarmila Snahnicanova |           |
| 1992                                          | Alena Barillová         | Lenka Ilavská           | Šárka Víchová        |           |
| 1993                                          | Sandra Schumacher       | Susanne Plambeck        | Iveta Sitárová       |           |
| 1994                                          | Zinaida Stahurskaya     | Rebecca Bailey          | Hanka Kupfernagel    |           |
| 1995                                          | Lenka Ilavská           | Bogumiła Matusiak       | Judith Arndt         |           |
| 1996                                          | Hanka Kupfernagel       | Kerstin Scheitle        | Miluše Flašková      |           |
| 1997                                          | Hanka Kupfernagel       | Rasa Polikevičiūtė      | Lenka Ilavská        |           |
| 1998                                          | Svetlana Guiguileva     | Lucia Pizzolotto        | Yuliya Murenkaya     |           |
| 1999                                          | Hanka Kupfernagel       | Yuliya Murenkaya        | Sandra Missbach      |           |
| 2000                                          | Hanka Kupfernagel       | Bogumiła Matusiak       | Valentyna Karpenko   |           |
| 2001                                          | Sandra Wampfler         | Bogumiła Matusiak       | Sophie Creux         |           |
| 2002                                          | Bogumiła Matusiak       | Trixi Worrack           | Anita Valen          |           |
| 2003                                          | Valentyna Karpenko      | Lada Kozlíková          | Sarah Düster         |           |
| ediciones profesionales                       |                         |                         |                      |           |
| 2004                                          | Trixi Worrack           | Chantal Beltman         | Theresa Senff        |           |
| 2005                                          | Tina Liebig             | Bogumiła Matusiak       | Eva Lutz             |           |
| 2006                                          | Theresa Senff           | Lada Kozlíková          | Hanka Kupfernagel    |           |
| 2007                                          | Hanka Kupfernagel       | Andrea Graus            | Edwige Pitel         |           |
| 2008                                          | Angela Hennig           | Trixi Worrack           | Sarah Düster         |           |
| Tour de Feminin-O cenu Českého Švýcarska      |                         |                         |                      |           |
| 2009                                          | Alexandra Burtschenkowa | Edwige Pitel            | Martina Růžičková    |           |
| 2010                                          | Trixi Worrack           | Alexandra Burtschenkowa | Sarah Düster         |           |
| 2011                                          | Amanda Spratt           | Natalja Bojarskaja      | Larissa Pankowa      |           |
| 2012                                          | Larissa Pankowa         | Carla Ryan              | Martina Ritter       |           |
| 2013                                          | Amy Cure                | Emma Pooley             | Martina Ritter       |           |
| 2014                                          | Brianna Walle           | Martina Sáblíková       | Vera Koedooder       |           |
| 2015                                          | Tatiana Antóshina       | Lauren Stephens         | Anna Plichta         |           |
| 2016                                          | Cecilie Uttrup Ludwig   | Anna Plichta            | Natalja Bojarskaja   |           |
| 2017                                          | Ruth Winder             | Tayler Wiles            | Ann-Sophie Duyck     |           |
| 2018                                          | Leah Thomas             | Yelyzaveta Oshurkova    | Sofie De Vuyst       |           |
| 2019                                          | Vita Heine              | Aurela Nerlo            | Yelyzaveta Oshurkova |           |
| 2020                                          | cancelada               | cancelada               | cancelada            | cancelada |
| 2021                                          | Joscelin Lowden         | Morgane Coston          | Corinna Lechner      |           |
| 2022                                          | cancelada               | cancelada               | cancelada            | cancelada |
| 2023                                          | Olha Kulynych           | Dominika Włodarczyk     | Eliška Kvasničková   |           |
| 2024                                          | Julia Kopecky           | Femke de Vries          | Xaydée Van Sinaey    |           |
| 2025                                          | Kate Richardson         | Malwina Mul             | Xaydée Van Sinaey    |           |

## Palmarés por países
| País            | Victorias |
| --------------- | --------- |
| Alemania        | 11        |
| Eslovaquia      | 4         |
| Rusia           | 3         |
| Estados Unidos  | 3         |
| Ucrania         | 3         |
| República Checa | 3         |
| Australia       | 2         |
| Reino Unido     | 2         |
| Bielorrusia     | 1         |
| Suiza           | 1         |
| Polonia         | 1         |
| Dinamarca       | 1         |
| Noruega         | 1         |